# Уайатт, Роберт
Роберт Уайатт (англ. Robert Wyatt; 28 января 1945, Бристоль) — британский музыкант, один из создателей влиятельной в прогрессивном роке группы Soft Machine. Женат на английской художнице и авторе песен Альфреде Бенж.

## Детство и начало карьеры
Мать Уайатта, Хонор Уайатт, работала журналистом на BBC, а отец, Джордж Эллидж, занимался организационной психологией и присоединился к семье, когда Роберту было уже около шести лет. Старший единоутробный брат Роберта (от первого брака матери) — актёр Джулиан Гловер. Подростком Уайатт жил с родителями в Лиддене недалеко от Дувра, где он брал уроки у американского джазового барабанщика Джорджа Нейдорфа.
В 1962 году Уайатт и Нейдорф переехали на Майорку, где поселились недалеко от того места, где жил поэт Роберт Грейвз. В следующем году Уайатт вернулся в Англию и присоединился к коллективу Daevid Allen Trio с Дэвидом Алленом и Хью Хоппером. Впоследствии Аллен вернулся во Францию, и Уайатт с Хоппером основали группу The Wilde Flowers совместно с Кевином Эйерсом, Ричардом Синклером и Брайаном Хоппером. Изначально Уайатт был в составе The Wilde Flowers барабанщиком, но вскоре после ухода Эйерса он стал ещё и вокалистом.

## Soft Machine и Matching Mole
В 1966 году The Wilde Flowers распалась, Уайатт совместно с Майком Рэтлиджем, Кевином Айерсом и Дэвидом Алленом основали группу Soft Machine, где Роберт был одновременно барабанщиком и вокалистом — необычное сочетание для рок-группы.
В 1970 году, после многочисленных гастролей, трёх выпущенных альбомов и возрастающих внутренних разногласий в Soft Machine Уайатт выпустил свой первый сольный альбом The End of an Ear, в котором проявил себя не только как вокалист, но и как мультиинструменталист.
Годом позже Уайатт покинул Soft Machine. В это время он сотрудничал с фьюжн-группой Centipede, участвовал в качестве барабанщика в живом концерте «New Violin Summit», проходящем в рамках Берлинского джазового фестиваля (со скрипачами Жаном-Люком Понти, Доном «Сахарным Тростником» Харрисом, Майклом Урбаньяком и Нипсо Брантнером, гитаристом Терри Рипделом, клавишником Вольфгангом Даунером и басистом Невилом Уайтхедом). Кроме того, он основал собственную группу Matching Mole (каламбур, созвучно с «machine molle», перевод на французский 'Soft Machine'), практически инструментальную. Записав два альбома, Matching Mole была уже готова приступить к записи третьего, но 1 июня 1973 года во время вечеринки (в честь дня рождения Джилли Смит, вокалистки группы Gong, и по совместительству подружки Дэвида Аллена) нетрезвый Уайатт выпал из окна третьего этажа. У него парализовало всю нижнюю часть тела, вследствие чего он навсегда стал прикован к инвалидному креслу. 4 ноября того же года Pink Floyd отыграли два благотворительных концерта в один день в лондонском театре «Rainbow» в поддержку Soft Machine и Джона Пила. Эти концерты принесли Уайатту £10 000.
Сам музыкант отмечал в дальнейшем, что это несчастный случай, возможно, спас ему жизнь. Дело в том, что Уайатт в конце 60-х начал плотно общаться с сильно пьющими коллегами (здесь можно выделить знаменитого барабанщика рок-группы The Who Кита Муна, скончавшегося в 1978 году в возрасте 32 лет из-за проблем с алкоголизмом). В начале 1970-х Уайатт, по его собственному признанию, превратился в алкоголика — что, в сочетании с безрассудным поведением, могло его убить.

## Сольная карьера
Болезнь вынудила Уайатта покинуть проект «Matching Mole» и попрощаться с карьерой рок-ударника (хотя он продолжал играть на барабанах и перкуссии в джазовой манере, не используя, однако, ноги). Его сольная карьера началась стремительно. С друзьями-музыкантами (в числе которых Ник Мэйсон из Pink Floyd, Майк Олдфилд, поэт Айвор Катлер и гитарист группы Henry Cow Фред Фрит), он выпустил сольный альбом «Rock Bottom», с восторгом встреченный публикой. Позднее в том же году он выпустил сингл — кавер-версию песни группы The Monkees «I’m a Believer», которая заняла 29 место в британском хит-параде. Появление Уайатта, прикованного к инвалидному креслу, в передаче «Top of the Pops» с синглом «I’m a Believer» было охарактеризовано как «неподходящее для семейного просмотра», что стало серьёзным аргументом для продюсеров. Уайатта попросили впредь появляться в обычном кресле. Его следующий сингл, баллада в стиле реггей, ремейк хита Криса Эндрюса «Yesterday Man», был готов к выходу в студии «Вирджин», но в последнюю минуту был отложен в долгий ящик: «руководитель Virgin посчитал этот сингл скорбным, лишив таким образом Уайатта возможности его выпустить».
Следующий сольный альбом Уайатта, Ruth Is Stranger Than Richard, записан в более джазовой манере: чувствовалось влияние free jazz (альбом Орнетта Коулмана) и африканской музыки. Среди приглашённых музыкантов был Брайан Ино, исполняющий партии на гитаре, синтезаторе и «антиджазовом лучевом ружье прямого действия» (англ. «direct inject anti-jazz ray gun»).
До конца 70-х Уайатт участвовал в качестве приглашённого музыканта в разнообразных проектах. Он отметился в альбоме «Henry Cow» «Henry Cow Concerts», работал с «Hatfield and the North», Карлой Блей, Ино, Майклом Мэнтлером и гитаристом «Roxy Music» Филом Манзанерой, внеся вокальный вклад в запись заглавного трека «Frontera» и дебютного альбома Манзанеры «Diamond Head» 1975 года выпуска. Его сольные работы времён ранних 80-х становились всё более и более политизированными. Уайатт стал членом Британской коммунистической партии. В 1982 году последней в череде кавер-версий политической направленности стала его интерпретация песни «Shipbuilding» Элвиса Костелло, посвященной фолклендской войне (Nothing Can Stop Us), занявшая 36 место в британском хит-параде и 2 место среди треков этого года в «Festive Fifty» Джона Пила. В 1984 году участвовал в записи группой «Working Week» версии песни Venceremos («Мы победим») — гимна солидарности с сопротивлением чилийцев военной диктатуре Пиночета.
В 1983 году Уайтт, говоря о советской музыке, рассказывал, что песни Татьяны Анциферовой, которые он слышал по радио, помогли ему пережить депрессию; он даже записал англоязычный вариант песни «Мир без любимого» («War Without Blood»).
К конце 80-х, после участия в таких проектах, как «News from Babel» и запись японского исполнителя Рюити Сакамото, Уайатт и его жена Альфреда Бенж уехали в Испанию, чтобы провести там творческий отпуск. Их возвращение в 1991 году ознаменовалось выходом альбома «Dondestan», который многие считают лучшей работой Уайатта со времен «Rock Bottom». Его альбом 1997 года «Shleep» был также высоко оценён.
В 1999 Уайатт принимал участие в записи второго альбома «Nido» итальянской певицы Кристины Дона. А летом 2000 года вышел его первый мини-альбом Goccia, где Уайатта можно было увидеть на видео заглавного трека.
Уайатт внёс вклад в запись композиций «Masters of the Field», «The Highest Gander», «La Forêt Rouge» и «Hors Champ» для саундтрека к нашумевшему фильму 2001 года «Птицы». Его можно найти в разделе «Специальные возможности» DVD-диска. Кроме того, Уайатт был отмечен кинокомпозитором Бруно Куле как оказавший на него большое влияние в молодости.

## Современность
В июне 2001 года Уайатт курировал фестиваль Мелтдаун, в ходе которого выступил с Дэвидом Гилмором с композицией «Comfortably Numb». Эта запись вошла в DVD-альбом Гилмора «David Gilmour In Concert».
В январе 2003 года радио BBC Four выпустило программу «Free Will and Testament», содержащую записи Уайатта совместно с музыкантами Айаном Мейдманом, Лиам Геноки, Энни Уайтхед и Дженет Месон, а также интервью с Джоном Пилом, Брайаном Ино, Энн Уайтхед, Эльфи и самим Уайаттом. А позднее в том же 2003-м вышел альбом «Cuckooland», номинированный на премию «Mercury Music Prize».
В 2004 году Уайатт и Бьорк записали совместно композицию «Submarine» для её пятого альбома «Medúlla».

"Он живёт в Лауфе, Линкольншир, и его оборудование находится в его собственной спальне, где он и записывает свои альбомы. Мы принесли туда G4 и Pro Tools и как-то ночью записали песню. Он совершенно экстраординарный исполнитель. Перед тем, как мы расстались, он настоял на том, чтобы оставить нам шкалу собственного голоса, где он пел во всех тональностях. У него потрясающий диапазон — 5 или 6 октав. Уайатт действительно интересен тем, что каждая из его 6 октав разительным образом отличается от остальных, имеет собственный характер. Мы и впоследствии использовали эту шкалу при записи «Oceania». Сам Уайатт называл её «Уайаттрон» — Бьорк, Xfm, 25 августа 2004 года
В 2006 Уайатт играл с Дэвидом Гилмором в его новом релизе «On an Island». Он пел и исполнял партии на корнете и перкуссии в песне «Then I Close My Eyes». Уайатт участвовал в качестве приглашённого исполнителя в серии концертов Гилмора в Роял Алберт Холле, исполняя соло на корнете для той же песни. Эта запись сохранилась на DVD и Blu-ray альбомах «Remember That Night», выпущенных в 2008 году. Также он читал отрывки из романа Харуки Мураками для альбома Макса Рихтера «Songs from Before».
В 2006 Уайатт объединился со Стивом Нивом и Мюрей Теодори для работы над оперой «Добро пожаловать в Голос». Уайатт работал над созданием образа «Друга», одновременно пел и играл на маленькой карманной трубе. «Добро пожаловать в Голос» — опера в одно действие, происходящее на улице перед зданием оперного театра. Партию Уайатта писали в домашней студии Фила Манзанеры в Северном Лондоне. Опера выпущена в мае 2007 года студией «Deutsche Grammophon». В записи участвовали также Барбара Бонней, Стинг, Аманда Рукрофт, Элвис Костелло, Натали Манфрино, Бродски-квартет, Сара Фулгони, Нед Ротенберг, Энтони Куиссада, Марк Рибо, Стив Нив и Мюриел Теодори.
В марте 2007 стало известно, что Уайатт работает над новым сольным альбомом под названием «Comicopera». Он вышел в октябре 2007 года на студии «Domino Records», крупной звукозаписывающей компании, сотрудничающей с такими звёздами инди-рока, как Arctic Monkeys, Pavement, Neutral Milk Hotel и Эллиотт Смит.
В 2008 студия «Domino» перевыпустила альбомы Уайатта «Drury Lane», «Rock Bottom», «Ruth Is Stranger Than Richard», «Nothing Can Stop Us», «Old Rottenhat», «Dondestan», «Shleep», мини-альбомы и «Cuckooland» на CD и виниле.
В мае 2009 Уайатт участвовал в записи альбома «Вокруг Роберта Уайатта» Французского национального джазового оркестра.
В июне 2009 «The Guardian» задала Уайатту вопрос, кого из ныне живущих музыкантов он считает величайшим. Он назвал джазового музыканта Гилада Ацмона, который, по его словам, «родился в Израиле, который я предпочитаю называть оккупированной Палестиной».

## «Уайаттинг»
Термин «уайаттинг» изначально появился в блогах и музыкальных изданиях. Это словечко описывает ситуацию, когда некоторые посетители пабов ставят на музыкальных автоматах музыку Роберта Уайатта (в частности — композиции с альбома «Dondestan»), тем самым досаждая другим посетителям.
«The Guardian» однажды процитировала Уайатта: «Я думаю, это действительно забавно. Мне кажется, это почётно, когда твоё имя становится глаголом». Однако когда его спросили, делает ли он подобное сам, Уайатт ответил: «О, нет. Я действительно не люблю беспокоить людей, однако зачастую, когда я веду себя естественно, это кого-то смущает».

## Дискография

### Сольные альбомы
- The End of an Ear (1970)
- Rock Bottom (1974)
- Ruth Is Stranger Than Richard (1975)
- Nothing Can Stop Us (1981, сборник синглов; 1983, австралийское издание, включающее «Shipbuilding»)
- The Animals Film (1982, саундтрек)
- Old Rottenhat (1985)
- Dondestan (1991)
- Flotsam Jetsam (1994)
- A Short Break (1996, EP)
- Shleep (1997)
- Dondestan (Revisited) (1998)
- Solar Flares Burn for You (2003)
- Cuckooland (2003)
- His Greatest Misses (2004, сборник)
- Theatre Royal Drury Lane 8 September 1974 (2005)
- Comicopera (2007)

### Мини-альбомы
- The Peel Sessions (1974)
- Work in Progress (1984)
- 4 Tracks EP (1984)
- Airplay (2002)

### Синглы
- «I’m a Believer»/«Memories» (1974)
- «Yesterday Man»/«I’m a Believer» (1974)
- «Yesterday Man»/«Sonia» (1977)
- «Arauco»/«Caimanera» (1980)
- «At Last I’m Free»/«Strange Fruit» (1980)
- «Stalin Wasn’t Stallin'»/«Stalingrad» (1981)
- «Grass»/«Trade Union» (1981)
- «Shipbuilding»/«Memories of You»/«'Round Midnight» (1982)
- «The Wind of Change»/«Namibia»(1984) (как «Robert Wyatt with the SWAPO Singers»)
- «The Age of Self»/«Raise Your Banners High» (1984)
- «Chairman Mao» (1987)
- «Free Will and Testament»/«The Sight of the Wind» (1997)
- «Heaps of Sheeps»/«A Sunday in Madrid» (1997)

### Принял участие
- Ударные для Joy of a Toy Кевина Эйерса (1969)
- Вокал для «Whatevershebringswesing» Кевина Эйерса (1971)
- Ударные и вокал для «Banana Moon» Дэвида Аллена (1971)
- Ударные для Septober Energy Кита Типпетта (1971)
- Вокал в композиции «Hymn» для альбома Кевина Эйерса Bananamour (1973)
- Перкуссия для Кевина Эйерса «June 1, 1974» (1974)
- Перкуссия и бэк-вокал для Брайана Ино «Taking Tiger Mountain (By Strategy)» (1974)
- Второй голос в композиции «Calyx» для альбома Hatfield and the North группы Hatfield and the North (1974)
- Вокал для альбома Майкла Ментлера The Hapless Child (1975/76)
- Ударные для альбома Sanity Stomp Кевина Койна (1980)
- Вокал для альбома Ника Мэйсона Fictitious Sports (1981)
- Запись Summer Into Winter совместно с Беном Уаттом (англ. Ben Watt) (1982)
- Вокал в 2 композициях альбома The Last Nightingale (1984)
- Вокал в 4 композициях для альбома группы News from Babel Letters Home
- Вокал в 3 композициях для альбома Джона Гривза Songs (1995)
- Вокал в одной композиции альбома Эньи Гарбарек (англ. Anja Garbarek) Smiling & Waving (2001)
- Вокал в 2 композициях для фильма Брюно Куле Travelling Birds (2001)
- Вокал в композиции «Submarine» Бьорк для альбома Medúlla (2004)
- Труба в композиции Дэвида Гилмора «On an Island» для альбома On an Island (2006)
- «Уайаттрон» в композиции Кевина Эйерса «Cold Shoulder» для альбома The Unfairground (2007)
- Вокал в композиции «This Summer Night» Бертрана Бургалата (фр. Bertrand Burgalat) Chéri B.B (2007) — вышел в 2008 ограниченным тиражом в 12 «виниловых сингла» (500 экземпляров)
- Бэк-вокал в композиции «I Keep Faith» Билли Брагга для альбома Mr. Love & Justice (2008)
- Барабаны в двух композициях для альбома Everything That Happens Will Happen Today Девида Берна и Брайана Ино (2008)
- «Camouflage» совместно с Барбарой Моргенштерн для её альбома BM (2008)
- Партии корнета и трубы, а также вокальные партии в сингле Бориса Гребенщикова «Stella Maris» (2015)